# Kiowa

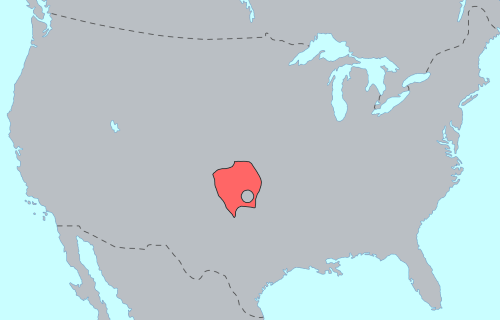
Obszar zamieszkiwania plemienia Kiowa przed powstaniem Stanów Zjednoczonych Ameryki.

Kiowa (Kiowowie) – plemię Indian Ameryki Północnej, zamieszkujące dawniej Wielkie Równiny, należące do rodziny językowej kiowa-tano.

## Historia

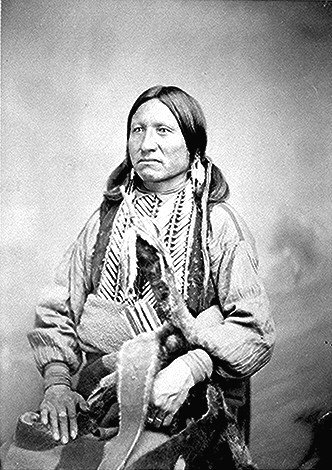
Kopiący Ptak, wódz Kiowa, 1870

Według przekazów, Kiowa żyli na samym początku u źródeł rzeki Yellowstone, zanim nie przenieśli się na obszary Wielkich Równin pomiędzy rzeką Missouri w północnej Montanie i Arrow River w południowej Kanadzie. Tam żyli w bliskich stosunkach z plemieniem Sarsi, jednym z pierwszych plemion Indian Prerii, które zamieszkiwały w tipi i żyły z polowania na bizony. Kiowowie szybko przejęli ich sposób życia i przestawili się z gospodarki łowiecko-zbierackiej w Indian-nomadów prerii.
Około roku 1700 Kiowa, liczący wtedy nie więcej niż 4000 ludzi, wyemigrowali w Black Hills. Nie są dokładnie znane tego powody, ale opowiadania Kiowa utrzymują, że plemię podzieliło się wskutek kłótni między wodzami i większa część musiała udać się na południowy wschód. W dolinach Black Hills Kiowa połączyli się z plemieniem Wron (Absaroka), od których już całkowicie przejęli styl życia Indian Równin. Dzięki nim Kiowowie weszli po raz pierwszy w posiadanie koni, których wkrótce zaczęli używać do polowań. Od tego plemienia przejęli także obrzęd Tańca Słońca, który wkrótce rozprzestrzenił się na Wielkich Równinach.
Jako nomadowie prerii, Kiowa żyli wyłącznie z polowań na bizony. Z czasem stali się znani z powodu wielkich stad koni oraz wypraw łowieckich i rabunkowych, podczas których pokonywali ogromne dystanse, sięgając aż po Kanadę na północy i na tereny Meksyku na południu. Znamienne, że w XIX wieku Kiowa byli nazywani „notorycznymi rabusiami”, przed którymi nie czuli się bezpieczni zarówno Amerykanie, Meksykanie, jak i inne plemiona Indian. Często napady te były wynikiem odwetu za napady innych plemion, czynione w celu uprowadzenia mustangów tak ważnych w życiu Indian prerii.

### Wędrówka do kraju Komanczów
Gdy plemiona Dakotów, Arapahów i Szejenów weszły ze wschodu na teren Black Hills, Kiowa musieli ustąpić i przenieść się na południe. Przekroczyli rzeki Platte Północna i Południowa i w roku 1790 znaleźli się na północnych terenach dzisiejszego stanu Teksas i w Oklahomie, próbując się tam osiedlić. Jednak Komancze, na których tereny wkroczyli, zaczęli zbrojnie ich zwalczać, po czym zawarli między sobą stałą umowę pokojową około 1805 roku. W wyniku tego porozumienia obydwa plemiona kontrolowały wielki obszar, rozciągający się na terenach dzisiejszych stanów: Kansas, Oklahoma, Nowy Meksyk i Teksas. Teren ten był nazywany łącznie Krajem Komanczów.
Kiowa często żyli w najbliższym sąsiedztwie Komanczów, obydwa plemiona jednak sporo się od siebie różniły pod względem kulturowym. Pośród Kiowa żył również odłam preriowych Apaczów – Kiowa-Apacze, których kulturowo zalicza się do Kiowa, językowo jednak należą do obejmującej także języki Apaczów rodziny językowej na-dene. Te szczególne zależności sprawiały, że Kiowa żyli z Komanczami i Kiowa-Apaczami w neutralnych stosunkach i nie wkraczali ze sobą nawzajem na wojenną ścieżkę. W latach 1800–1850, Kiowa walczyli przede wszystkim z innymi plemionami, które próbowały wchodzić na teren Kraju Komanczów. Zdarzały się zatargi z Szejenami, Arapahami, Osedżami, Ute, Diné i Paunisami, a więc dawnymi wrogami Kiowa lub Komanczów. Znane są również przypadki wypraw rabunkowych na północ, na tereny zamieszkiwane przez Dakotów, oraz dalej wzdłuż rzek Missisipi i Missouri, przeciwko Saukom i Lisom, plemionom Kansa i Oto. W 1840 sojusz Kiowa i Komanczów poszerzył się o plemiona Arapahów i Szejenów Południowych, którzy byli spychani na południe przez białych osadników.

### Walki z Amerykanami

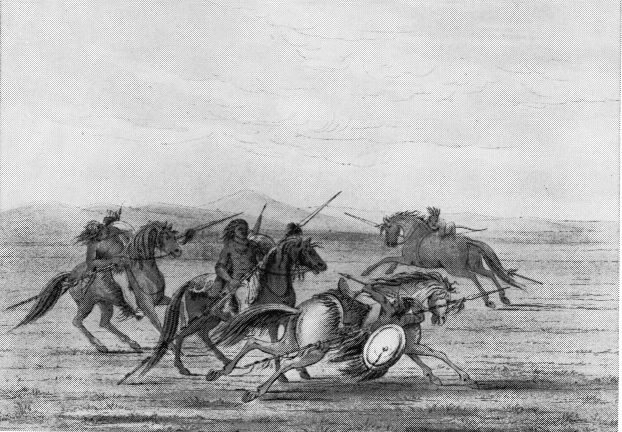
Wojownicy Kiowa

Od roku 1850 coraz częściej zdarzały się walki z wojskami Stanów Zjednoczonych, które łamały tym samym zawarte w 1837 traktaty pokojowe. Na krótki czas Kiowa i Komanczom udało się zdobyć tereny amerykańskie w Teksasie, ale już w 1855 armia amerykańska ponownie odzyskała te ziemie. Dopiero w 1865 roku, po zakończeniu amerykańskiej wojny domowej na nowo Kiowowie zaczęli być uciskani przez wojska USA. Z tego powodu Kiowa, wraz z Komanczami i Szejenami Południowymi byli zmuszeni do podpisania traktatu pokojowego w Medicine Lodge. Umowa ustalała, że Indianie zostaną przesiedleni na teren rezerwatu w pobliżu Fort Sill. Większa część Kiowa zamieszkała w rezerwacie, ale wkrótce, po masakrze Szejenów nad Washita, zimą 1868 roku, część wodzów skłoniła plemię do opuszczenia rezerwatu. Znowu doszło do potyczek w Teksasie w latach 1869–1871, zanim wodzowie Satanta, Satank i Big Tree nie zawarli traktatów pokojowych, na podstawie których Kiowowie powrócili na teren rezerwatu.
Po raz ostatni Kiowa razem z Komanczami próbowali przeciwstawić się amerykańskiej ekspansji w latach 1874–1875. Jednak Satanta skapitulował po porażce w Palo Duro Canyon w listopadzie 1874, a krótko po tym również Lone Wolf (Samotny Wilk) z ostatnimi 252 wolnymi Kiowa poddał się w maju 1875. Do lata 1875 roku udało się więc rządowi USA umieścić Kiowa znowu w rezerwacie niedaleko Fort Still na Terytorium Indiańskim (obecnie stan Oklahoma), gdzie zostali zmuszeni do zaprzestania dotychczasowego stylu życia, porzucenia tradycyjnej kultury i religii.

## Populacja
W 1700 populacja Kiowa liczyła nie więcej niż 4000 ludzi.
W 1878 żyło ok. 1200 Kiowa. 6 sierpnia 1901 ziemie Kiowa zostały oddane białym do swobodnego osiedlania i de facto zlikwidowano tym samym rezerwat. Każda głowa rodziny otrzymała wtedy 80 akrów ziemi. W XX wieku liczba Kiowa, żyjących na terenie dawnego rezerwatu i poza nim stopniowo wzrastała, by pod koniec stulecia przekroczyć 12 tysięcy.
Według danych U.S. Census Bureau, podczas spisu powszechnego w 2000 roku 8559 obywateli USA zadeklarowało, że jest pochodzenia Kiowa, zaś 12 242 oświadczyło, że ma pochodzenie wyłącznie lub między innymi Kiowa z czego około 4000 mieszka w okolicach miast Carnegie, Fort Cobb i Anadarko w Oklahomie. Około 1000 Indian Kiowa nadal zna w większym lub mniejszym stopniu swój plemienny język, wielu uczestniczy w tradycyjnych lokalnych spotkaniach i uroczystościach.

## Współczesność
Wielu Indian Kiowa służyło w ostatnich dziesięcioleciach w amerykańskich siłach zbrojnych, w tym na frontach II wojny światowej i w Korei. W latach 1957–1958 weterani tych dwóch wojen odtworzyli dwa dawne plemienne stowarzyszenia wojenne: Klan Grzechotki Kiowa (Kiowa Gourd Clan) i Wojenne Stowarzyszenie Czarnych Legginów (Black Leggins Warrior Society). Członkowie plemienia są też aktywnymi uczestnikami tradycyjnych festiwali powwow na południowych równinach – zwłaszcza tam, gdzie wykonywany jest Taniec Grzechotki (Gourd Dance), który Kiowa uważają za jeden z istotnych przejawów swej plemiennej tożsamości.
Współcześni Kiowa, od ponad 80 lat obywatele Stanów Zjednoczonych, z powodzeniem zajmują się rolnictwem i hodowlą, pracują w przemyśle i oświacie, pełnią odpowiedzialne funkcje wojskowe i rządowe, są utalentowanymi rzemieślnikami i artystami (zajmują się m.in. malarstwem, rzeźbą, projektowaniem mody i biżuterii).

## Sławne postacie
Najbardziej znanym współczesnym Indianinem Kiowa jest N. Scott Momaday – amerykański pisarz, profesor literatury amerykańskiej, nagrodzony m.in. Nagrodą Pulitzera w 1969 roku za powieść Dom utkany ze świtu (w Polsce wydano także jego autobiograficzną książkę Imiona).
Indianinem Kiowa jest też były zastępca naczelnego lekarza USA, dr Everett Rhoades.